# Kardam (Bulgarien)
Kardam (bulgarisch Кардам) war der Herrscher (Khan) über Bulgarien von 777 bis 803. Er war der Nachfolger von Telerig, der 777 ins Exil ging. Dafür gibt es jedoch als einzig bekannte Quelle Sigebert von Gembloux.
Wie andere bulgarische Herrscher dieser Zeit ist über das Leben von Khan Kardam sehr wenig überliefert worden. Er stieß um 790 mit seinen Truppen weit ins westliche byzantinische Territorium, in Richtung des bulgarischen Khaganats von Bitola vor. Im Tal von Struma schlug er ein byzantinisches Heer. 791 entschloss sich der byzantinische Kaiser Konstantin VI. zu Gegenmaßnahmen und marschierte in Richtung Sagore. Khan Kardam kam ihm zuvor, er überraschte und besiegte die Byzantiner nahe Adrianopel, worauf sich diese zurückzogen.
Im Juli 792 verließ Kaiser Konstantin VI. Konstantinopel in Richtung Marcellai in dessen Nähe die bulgarisch-byzantinischer Grenze verlief. Dort angekommen schlug er sein Lager auf und befestigte die Festungsanlagen. Die bulgarischen Truppen geführt vom Khan Kardam erreichten Marcellai am 20. Juli und konnten in der darauffolgenden Schlacht die Byzantiner vernichtend schlagen. 
Kardam erbeutete dabei den kaiserlichen Tross. Kaiser Konstantin VI. willigte in den Frieden und jährliche Tributzahlungen ein. Als sich Konstantin VI. 796 weigerte den jährlichen Tribut zu zahlen, drohte Kardam mit der Verwüstung Thrakiens und der Belagerung Konstantinopels. Der byzantinische Kaiser, der auf eine Revanche wartete, drohte seinerseits mit einem vernichtenden Sieg bei Marcellai. Als er jedoch Konstantinopel Richtung bulgarisch-byzantinischer Grenze verließ, waren die bulgarischen Truppen bereits bei Adrianopel. Beide Armeen standen sich laut dem byzantinischen Chronisten Theophanes 17 Tage gegenüber ohne in Kampfhandlungen verwickelt zu sein. Wahrscheinlich wurde diese Zeit für Gespräche genutzt, denn kurz darauf wurde der Friedensvertrag von 792 erneuert.
Weitere Quellen für das Leben von Khan Kardam sind nicht überliefert worden. Auch deswegen wird vermutet, dass er durch einen natürlichen Tod verstarb. Khan Kardam befriedete die unterschiedlichen Boilenfraktionen, welche bei seinen Vorgängern oft Verschwörungen schürten. Unter seiner Regierungszeit konsolidierte sich das bulgarische Reich nach innen. Im Bezug auf Byzanz wechselte Kardam von der Verteidigungspolitik seiner Vorgänger zu einer Angriffspolitik und legte damit die Weichen für die außenpolitischen und militärischen Erfolge seiner Nachfolger. 803 folgte Krum auf dem bulgarischen Thron.
Seit 2005 trägt der Kardam Buttress seinen Namen, ein Gebirgskamm auf der Livingston-Insel in der Antarktis.